# Louis-Furcy Grognier (naturaliste)
Pour les autres membres de la famille, voir Famille Grognier.
Louis Furcy Grognier, né le 20 avril 1773 à Aurillac (aujourd'hui dans le Cantal) et mort le 7 octobre 1837 à Lyon (Rhône), est un naturaliste français, professeur puis directeur de l'École nationale vétérinaire de Lyon. Il était marié avec Julie Magne, sœur du futur vétérinaire Jean-Henri Magne, puis avec Agathe Lenoir le 17 décembre 1804 à Lyon.

## Biographie
Né donc à Aurillac du mariage, en 1772, d'Antoine Grognier (1744-1786), notaire puis premier huissier audiencier au tribunal d'Aurillac, et de Françoise Bruel, Famille Grognier, il ne doit pas être confondu avec ses frères appelés Louis-Furcy comme lui : Louis-Furcy dit l'Avocat, surnommé le Mirabeau d'Aurillac (1777-1832), Louis-Furcy le sculpteur (1783-1817), ou son cousin Louis-Furcy dit le Maire, maire d'Aurillac et président de la Société cantalienne (1787-1863) né d'Antoine (1752-1820) marié en 1785, en seconde noces, avec Suzanne Combe, frère du précédent Antoine.
À Aurillac, il fait de médiocres études. D’abord destiné à la marine, il entre dans une école spéciale à Bordeaux, mais qui est supprimée sous la Révolution. Il revient alors chez ses parents, et, contraint de changer de carrière, il est admis comme élève à l’École vétérinaire de La Guillotière, dirigée par Louis Bredin (1738-1813).
Grognier se lie d’amitié avec le fils de son maître, Claude-Julien Bredin, qui succède plus tard à son père dans la place de directeur de l’école. Il remporte des prix, obtient la place de répétiteur. La famille souffre des événements révolutionnaires, et Grognier reçoit le soutien de son professeur. Il combat, au siège de Lyon, contre l’armée de la république, et occupe une place dans l’administration municipale. Forcé, après la reddition, de prendre du service dans l’armée sous un nom emprunté, il fait une campagne dans la Vendée, où il peut utiliser ses connaissances dans un dépôt de cavalerie. Plus heureux que beaucoup d’autres habitants de Lyon, il revient, en l’an VII (1799), reprendre ses travaux à l’École vétérinaire. Il obtient la place de bibliothécaire de l’école, et, plus tard, à la suite des concours, la chaire de botanique médicale.
Puis il passe à une chaire plus en rapport avec ses goûts, jusqu’à sa mort, celle de zoologie, d’hygiène, de multiplication des animaux domestiques et de jurisprudence vétérinaire. Le premier essai de Grognier est une Notice historique et raisonné sur C. Bourgelat, fondateur des écoles vétérinaires, où l’on trouve un aperçu statistique sur ces établissements (Paris : Mme Huzard, Lyon, chez Reymann et Cie, 1805, in-8°, VI-252 p.), avec un état de l’art vétérinaire avant Bourgelat, et plusieurs remarques sur la fondation et l’organisation des écoles vétérinaires.
Grognier devient successivement membre de la Société d’Agriculture, dont il est le secrétaire perpétuel, de la Société de médecine, de l’Académie des belles-lettres, puis du Comité de salubrité, et il a souvent l’occasion de prendre la parole sur des objets variés. Il compose beaucoup d’opuscules, de mémoires, de rapports et d’éloges qui lui valent des prix des sociétés savantes auxquelles il les adresse, et dont la plupart l’admettent au nombre de leurs membres correspondants. En 1833, il publie deux ouvrages qui deviennent indispensables aux élèves des Écoles vétérinaires, à savoir un Cours d’hygiène vétérinaire et un Cours de zoologie vétérinaire, qui sont de nouveau édités à l’année de sa mort, en 1837.
En dehors de ces ouvrages, il a publié quelques articles dans le recueil de comptes rendus des travaux de la Société d’agriculture, d’histoire naturelle et arts utiles de Lyon (1812, 1813, 1817, 1822, 1824).

## Les sociétés de Lyon
L'Empire, et le Concordat de juillet 1801, ont ramené la liberté d'association et de culte. Plusieurs associations littéraires ou religieuses se créent alors à Lyon, certaines encouragées par le cardinal Fesch, oncle du Premier Consul, d'autres dans la mouvance de l'illuminisme de Willermoz.

### Société littéraire
Louis-Furcy Grognier a fondé le « Cercle littéraire » à Lyon où il fréquente Jean-Marie de Gérando, Juliette Récamier, André-Marie Ampère, Pierre-Simon Ballanche.

### Société chrétienne
Avec Ampère se fonde le 4 ventôse an XII ( 24 février 1804), une éphémère « Société chrétienne » dont les procès-verbaux nous sont connus par les extraits heureusement donnés par Claude Valson dans sa biographie d'Ampère. Elle comportait sept membres fondateurs : MM. André Ampère, président, Claude-Julien Bredin (1776-1854)(fils du directeur de l'école vétérinaire), secrétaire, Chatelain, Deroche, Louis-Furcy Grognier, Barret et Ballanche (1776-1847), rejoints ensuite par dix associés : MM. Bonjour, Deplace, Coste, de Moidieu, Perrier, Désalines d'Ambérieu, Deplace jeune, Tissier, Cholet, Peissonneau.
À la seconde séance, (11 ventôse, an XII, 2 mars 1804), Ampère, en sa qualité de président, rappelle à l'assemblée que « l'objet de la réunion est la recherche de la vérité, et que chaque sociétaire doit concourir à ce but, de tous ses moyens. On se formerait une fausse idée de la Société chrétienne si l'on pensait que les opinions n'y seront pas libres ? Il sera permis à chacun d'élever des doutes et de faire des objections. Quelle est pour l'homme, l'étude la plus importante ? N'est-ce pas celle de lui-même ? La connaissance de sa destination future, et de ses rapports avec son créateur, n'est-elle pas la plus précieuse? Le séjour de l'homme sur la terre n'est pas le but de sa création ». 
On trouve comme questions traitées dans le procès-verbal de cette même séance : 
- M. Bredin : Importance de la connaissance de la destination de l'homme ;
- M. Grognier : l'Homme trouve-t-il en soi les moyens de connaître sa destination ? ;
- M. Ballanche : Doit-il, peut-il y avoir une révélation ? ;
- M. Barret : La révélation porte-t-elle des caractères essentiellement divins ? ;
- M. Deroche : Histoire de la révélation depuis l'origine du monde ;
- M. Ampère : Exposé des preuves historiques de la révélation ;
- M. Châtelain : Comparaison de la morale chrétienne et de celle des philosophes ;
- M. Ballanche : Influence du christianisme sur le genre humain[1].

La Société chrétienne se restreint rapidement à une petite Académie ou Société psychologique qui ne rassemble plus qu'Ampère, Ballanche, Roux-Bordier et Gasparin (17). Elle se disperse définitivement lorsque son président quitte Lyon en octobre 1804.

## La vache rouge de Haute-Auvergne

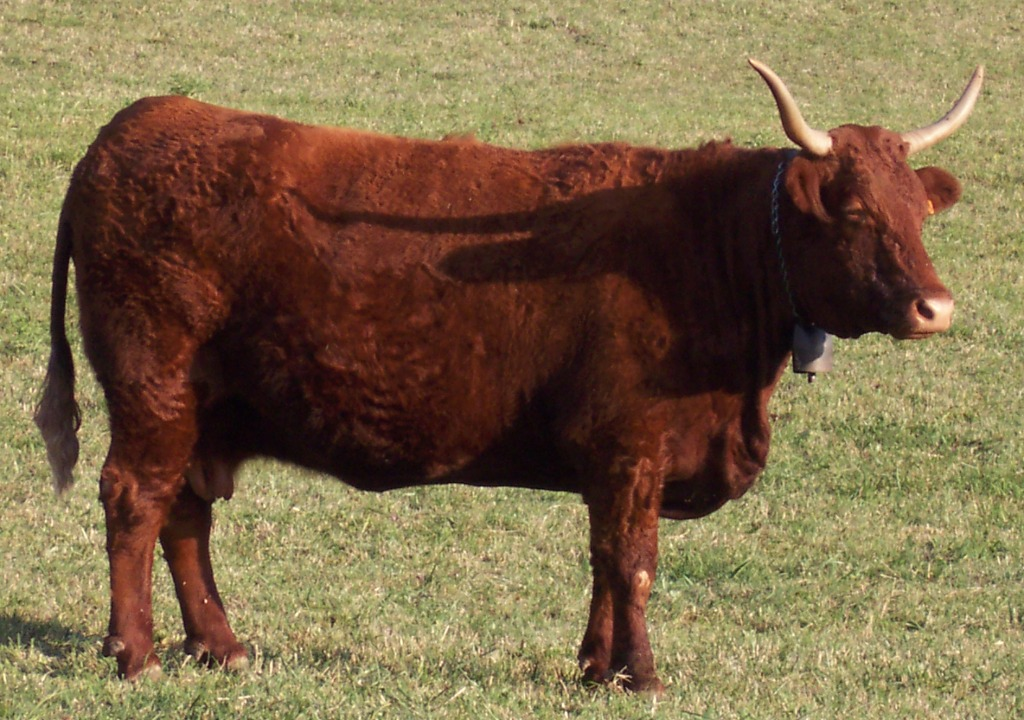
Une vache de Salers

La  vache rouge, « la plus belle des filles de l'Aurochs », est la fierté des auvergnats de la Montagne. Dans ses Recherches sur le bétail de Haute-Auvergne, publié en 1831, Grognier est le premier à décrire de manière détaillée la variété rouge pure qui passe pour la meilleure parmi les bovins dits « auvergnats » et qui est présente surtout dans la région de Salers. Dans cette monographie, il fait le point sur les conditions d'élevage des bovins en 1831 (organisation et économie) et particulièrement des Salers dont la capacité d'amélioration lui paraît la plus évidente. La composition des vacheries, les habitudes de nourriture (hivernage, déprimage, transhumance), la description des veaux, taureaux et bœufs de labour, des vaches à lait, le conflit entre Cantal et Gruyère, le domptage, les maladies, etc., sont tour à tour pris en compte.
Ses travaux seront repris par Tyssandier d'Escous. Alfred Durand dira de lui : « il est injuste que Grognier ne soit pas considéré comme l'un des créateurs de la belle race bovine cantalienne ».

## Le cheval
Son Cours de multiplication des animaux domestiques contient une intéressante histoire des « peuples » de chevaux.

## Publications
- Notice historique et raisonné sur C. Bourgelat, fondateur des écoles vétérinaires, où l’on trouve un aperçu statistique sur ces établissements, Paris : Mme Huzard, Lyon : chez Reymann et Cie, 1805, in-8°, VI-252 p. (Texte intégral.)
- Règlement de la société littéraire, dite « Cercle littéraire », fondée à Lyon par Grognier, Ballanche, Brégot du Lut, Jean-Antoine Ozanam, etc., Lyon, 1807
- Rapport sur l’épizootie régnante, présenté à M. le comte de Bondy, préfet du département du Rhône (…) le 17 mai 1814, Lyon : Impr. de Ballanche, 1814, in-4°
- Rapport sur l'établissement pastoral de Mr le Baron de Stael à Coppet, Lyon : Impr. J.M. Barret, 1827, in-8°, 56 p. (OCLC 25602580)
- Considérations sur l’usage alimentaire des végétaux cuits, pour les herbivores domestiques [imprimées par ordre de la Société d’agriculture, histoire naturelle et arts utiles de Lyon], Lyon : Impr. de J.-M. Barret, 1831, in-8°, 40 p.
- Recherches sur le bétail de Haute-Auvergne, et particulièrement sur la race bovine de Salers, Paris : Mme Huzard, 1831, in-8°, 151 p. ; réédition, Riom-ès-Montagnes, 2007
- [Précis d’un] Cours d’hygiène vétérinaire, ou principes d’après lesquels on doit conduire et gouverner les animaux domestiques, alimentation et habitudes des animaux, stabulation, pâturages, prairies, fourrages, leur valeur nutritive et comparative, leur altération et leurs effets dans l’économie animale, grains, son, légumineux, végétaux cuits, abreuvoirs, température et son influence, pansage, bains, lotions, harnachement des chevaux et des bœufs, tondage et ses effets…, Lyon : Impr. de J.-M. Barret, 1833, in-8°, 427 p. ; 2e éd., revue et augmentée, 1837, Paris : Mme Huzard, in-8°, 512 p.
- [Précis d’un] Cours de zoologie vétérinaire, ou description spécifique des caractères zoologiques, des races, du naturel, des services et des produits des animaux, suivi de notions raisonnées sur les insectes nuisibles et utiles, Lyon : Impr. de J.-M. Barret, et Paris : Mme Huzard, 1833, in-8°, 594 p. ; 2e éd. revue et augmentée, 1837, Paris : Mme Huzard, in-8°, 272 p.
- [Précis d’un] Cours de multiplication et de perfectionnement des principaux animaux domestiques, où l’on traite de leurs services et de leurs produits, Paris : Mme Huzard, 1834, in-8° ; 2e éd., Paris : Mme Huzard, et Lyon : chez Savy, 1838, in-8°, 634 p. ; 3e éd., revue et augmentée de ‘considérations générales sur l’amélioration des races et d’un traité sur les porcs’, par H. Magne (professeur d’hygiène à l’École royale vétérinaire de Lyon), Paris : Bouchard-Huzard, chez Germer-Baillière, et au bureau des Annales de l’agriculture française, et Lyon : Ch. Savy jeune, 1840-1841, in-8°, XL-709 p.
- De l’engraissement des veaux, des bœufs et des vaches, Paris, 1837, in-12, 51 p.